# Jan Jozef Horemans il Giovane
Jan Jozef Horemans il Giovane (Anversa, gennaio 1714 – Anversa, 9 febbraio 1792) è stato un pittore fiammingo di quadri di genere, ma anche ritrattista e autore di nature morte.

## Biografia
Figlio del pittore Jan Jozef Horemans il Vecchio e di Maria-Fransisca van der Voort, fu allievo di suo padre . Membro della Gilda di San Luca di Anversa dal 1767, ne divenne per due volte il decano (1768-9 e 1775-6). Fu anche un membro della Accademia di Anversa.
Fu tra i co-fondatori della Konstmaetschappij, un'associazione di artisti, da cui uscì nel 1791.
Tra i suoi allievi, si ricorda soprattutto Johan Herman Faber.

## Stile
Tipiche dell'artista sono le scene di interni borghesi, ma dipinse anche numerosi quadri che rappresentano mercanti e bottegai.
Continuando sulla strada del padre, ricreò l'atmosfera della sua epoca in una moltitudine di piccoli dipinti piacevolmente animati e dal fascino antico. Le figure appena delineate e la tavolozza delicata gli valsero il soprannome di Il Chiaro.

## Galleria d'immagini

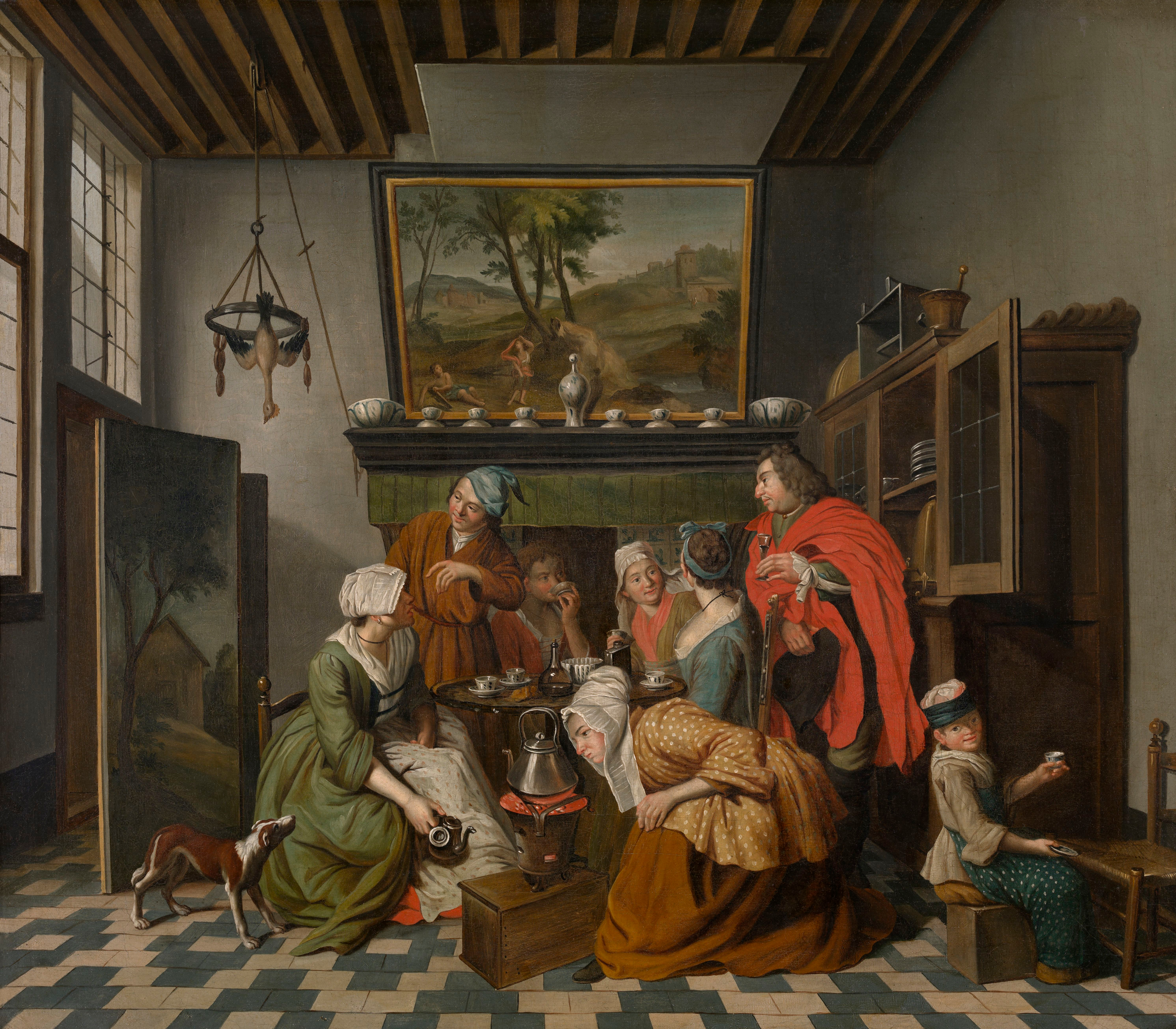
L'ora del tè, Museo reale di belle arti, Anversa
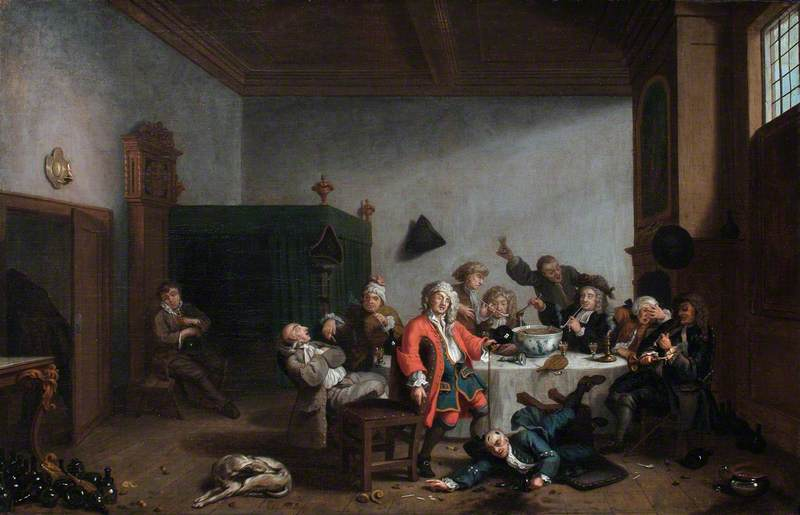
Festa di matrimonio, Hackney Museum, Londra
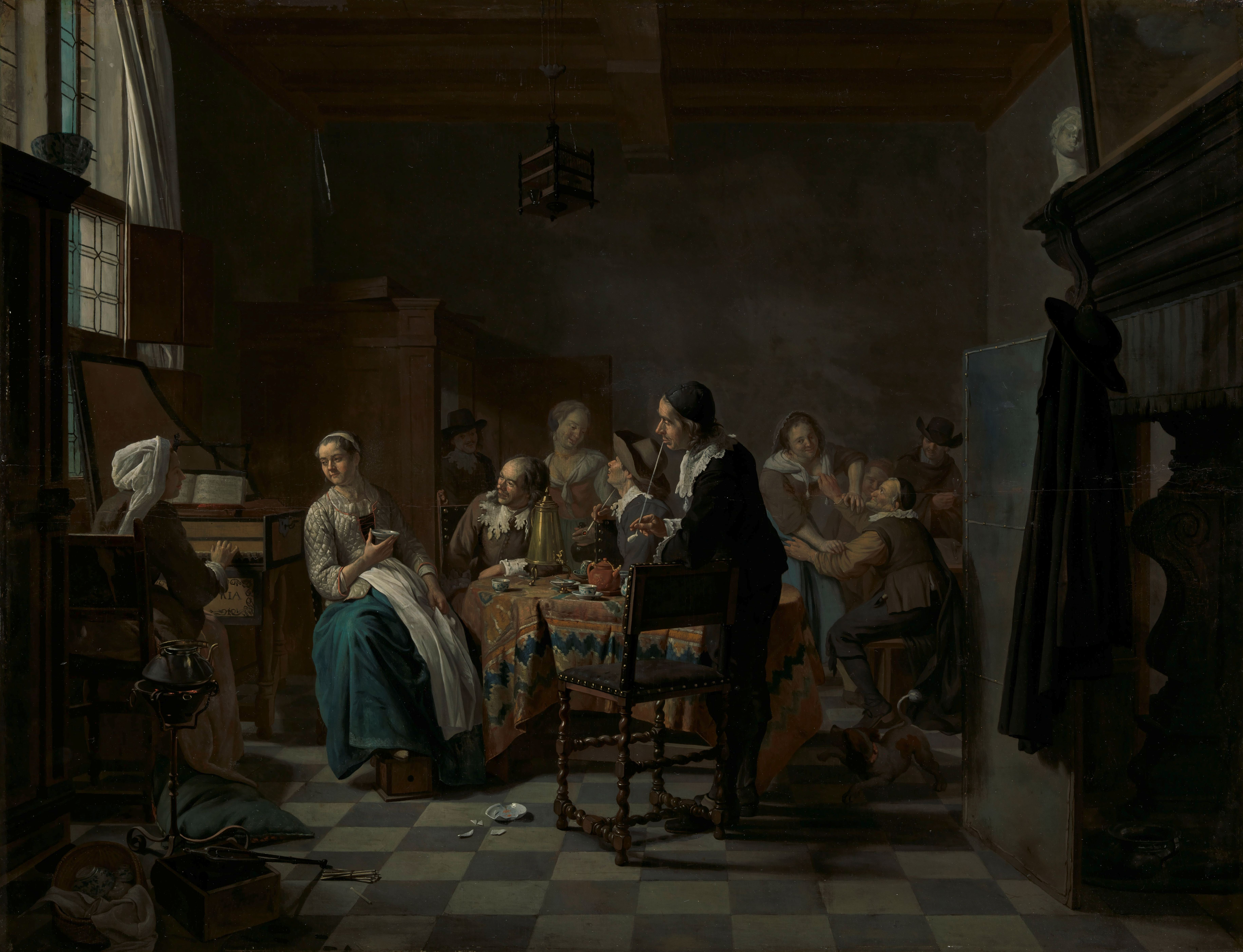
La nuova canzone, Rijksmuseum, Amsterdam